# Saturargues
Saturargues é uma comuna francesa na região administrativa de Occitânia, no departamento de Hérault. Estende-se por uma área de 5,99 km². Em 2010 a comuna tinha 1 008 habitantes (densidade: 168,3 hab./km²).